# Riederau (Dießen am Ammersee)
Riederau ist ein Ortsteil des Marktes Dießen am Ammersee im oberbayerischen Landkreis Landsberg am Lech. Das Pfarrdorf am Ammersee liegt circa zwei Kilometer nördlich von Dießen.

## Geschichte
Die Gegend um Riederau war bereits im Neolithikum sporadisch besiedelt, wie einzelne Funde belegen. Weitere Fundhorizonte aus der Hallstatt- und Latènezeit in nächster Nähe lassen auf eine durch alle vorchristlichen Epochen beständige Besiedelung schließen.
Zur römischen Kaiserzeit führte die Römerstraße Augsburg-Brenner, die (mit der Aktennummer D-1-8032-0004) als Bodendenkmal geschützt ist, direkt durch den Ort. Im 2. und 3. Jahrhundert werden die Funde mit dem Zusammenbruch des römischen Reiches deutlich spärlicher. Auch aus der Zeit der Völkerwanderung ist nur ein Reihengräberfriedhof bekannt.
Urkundlich wird der Ort im Jahre 1126 als „Riderowe“ erstmals schriftlich erwähnt. Um 1388 taucht der Name als „Ryderau“ wieder auf.
Riederau gehörte bis zur Säkularisation 1803 zur Klosterhofmark Dießen.
Der Weiler bestand wohl mit drei bis vier Anwesen durch alle Zeiten des Mittelalters stets fort, bis in das frühe 19. Jahrhundert. Auch das bayerische Urkataster von 1808 zeigt dort nur drei Gehöfte mit allerdings stattlichen Wirtschaftsflächen auf. Die heute noch erhaltene Bausubstanz genießt Denkmalschutz.
1899 erhielt Riederau einen Bahnanschluss und kurz nach 1900 entstand der erste Dampfersteg am Ammersee.
Erst in der Zeit des Nationalsozialismus begann Riederau zu wachsen, als es 1934 zum Wohnsiedlungsgebiet erklärt wurde. Der Zweite Weltkrieg endete für Riederau am 4. Mai 1945 mit dem Einmarsch von französischen Einheiten.
In der Nachkriegszeit kam es zu einer Bevölkerungsexplosion, da viele Flüchtlinge und Heimatvertriebene unterzubringen waren.
Am 1. Mai 1978 wurde Riederau im Zuge der Gebietsreform in Bayern durch die Eingemeindung von Rieden am Ammersee zu einem Ortsteil von Dießen am Ammersee.

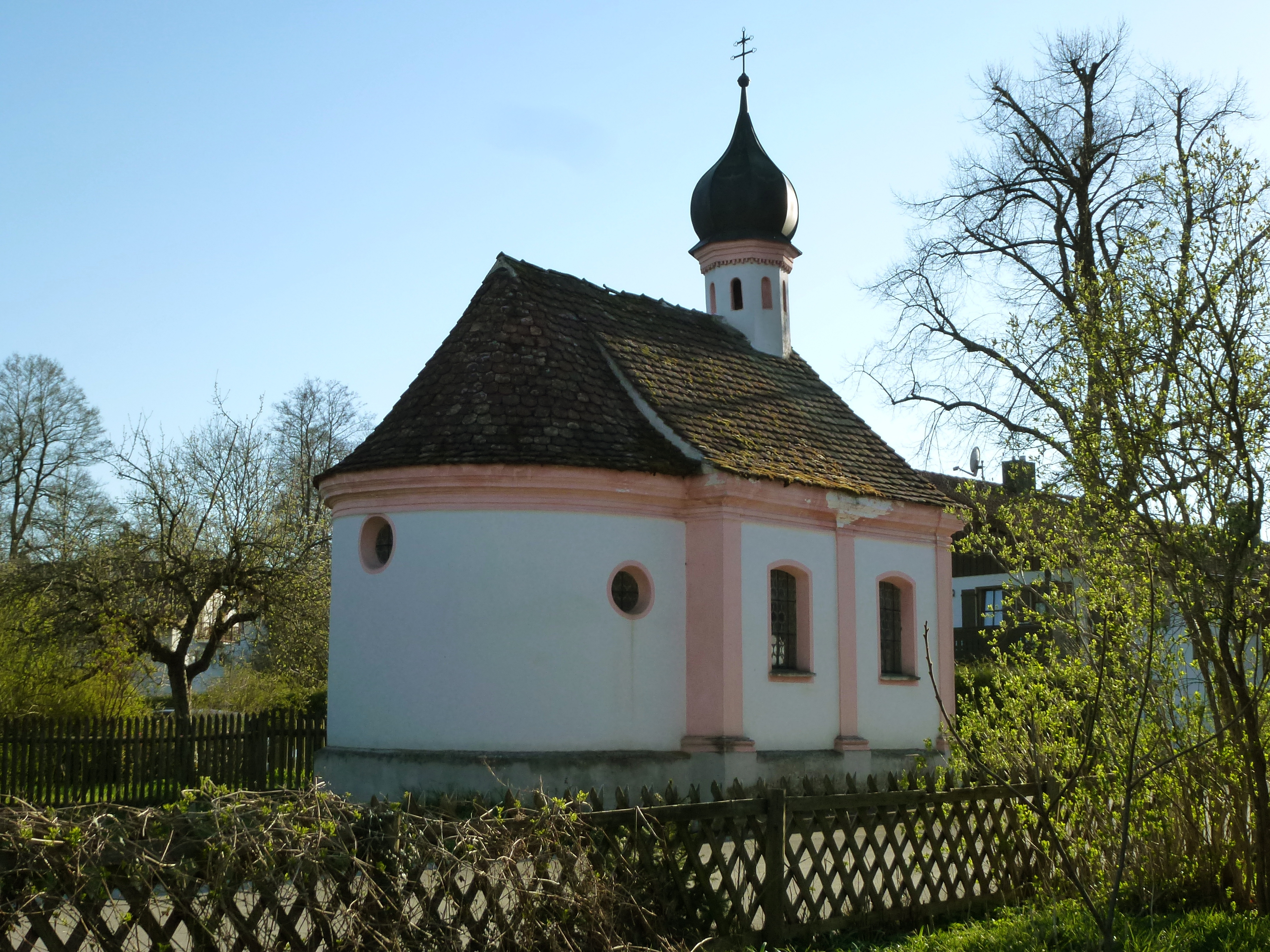
Kapelle Maria Hilf

## Baudenkmäler
Siehe: Liste der Baudenkmäler in Riederau

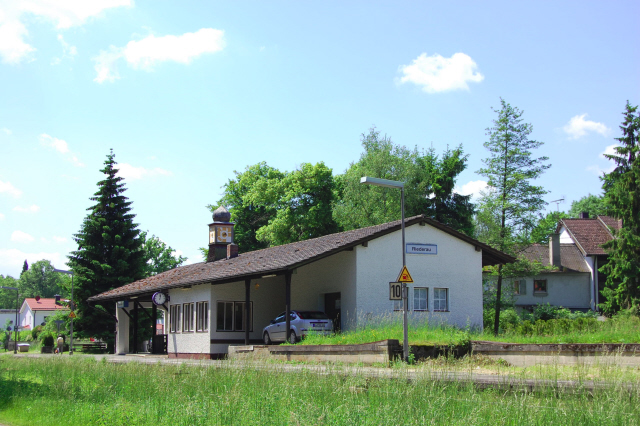
Bahnhof Riederau

- Kapelle Maria Hilf, erbaut 1928

## Verkehr
Der Bahnhof Riederau ist ein Haltepunkt der Ammerseebahn, die von Mering über Geltendorf nach Weilheim führt. Das 1938 errichtete Bahnhofsgebäude steht unter Denkmalschutz.

## Persönlichkeiten
- Sir Roger Casement (1864–1916), irischer Freiheitskämpfer; lebte 1915 kurzzeitig in Riederau.
- Richard Trunk (1879–1968), Komponist, lebte nach 1945 bis zu seinem Tod 1968 in Riederau.
- Manfred Curry (1899–1953), Wissenschaftler, Arzt, Erfinder, Segler und Buchautor; wohnte lange Zeit in Riederau.
- Hans Winterberg (1901–1991), Komponist, lebte von 1948 bis 1959 in Riederau.
- Fred Weyrich (1921–1999), Musikproduzent, Schlagertexter und Sänger, lebte in Riederau.
- Thomas Raff (1947–2022), Kunsthistoriker; lebte und arbeitete in München und in Riederau.

## Sport
- SC Riederau